# Odontomachus bauri
Odontomachus bauri là một loài kiến thuộc phân họ Ponerinae, trong tiếng Anh có khi gọi là "trap jaw ant" (kiến hàm bẫy). Cái hàm bẫy hoạt động dựa trên nguyên lý lò xo.
Điều này cho phép con kiến trữ năng lượng trước khi cắn. O. bauri có hàm khỏe, mở rộng ra được đến 180° và trong 10 ms kềm giữ có thể đóng lại trong 0,5 ms, giúp chúng bắt gọn con mồi. Nó sinh sống trên miền nam Costa Rica, toàn Nam Mỹ nhiệt đới, Tây Ấn (trừ Cuba và Bahamas) và trên quần đảo Galapagos.
Khi cắn sẽ bị sưng tấy đỏ và ngứa